# Bartolomeo Tortoletti
Bartolomeo Tortoletti (Verona, 1560 circa – Roma, 1648) è stato un poeta, scrittore ed ecclesiastico italiano.

## Biografia
Della biografia del Tortoletti si conosce poco: nato a Verona verso il 1560, abbracciata la vita ecclesiastica, si trasferì sul finire del secolo a Roma, probabilmente entro il 1598, giacché a partire dal successivo 1599 le edizioni a stampa delle sue opere escono da officine dell'Urbe. Lì si addottorò in teologia, e ben presto si inserì negli ambienti intellettuali romani, tanto che, già prima del 1608, entrò con il nome di Negletto nell'Accademia romana degli Umoristi, della quale fu anche Censore, carica di un certo rilievo, capace com'era di condizionare I'indirizzo letterario degli Umoristi; all'importante consesso romano parteciparono alcuni tra i più noti letterati dell'epoca e l'accademia si caratterizzò, almeno per un certo periodo, per l'aria cosmopolita se non addirittura per un certo libertinismo, soprattutto ascrivibile ad una temperie culturale moderato-barocca. Nel 1624 ebbe modo anche di pronunciare, durante le sedute accademiche, una serie di orazioni in difesa di Pompeo, contro quelle di Alessandro Guarini a sostegno di Cesare, che, successivamente, egli diede alle stampe con il titolo di Academia Pompeiana seu defensio Magni Pompeii (Roma, Grignani, 1639).
Di nuovo, più tardi, nel 1638, alle discussioni accademiche egli attribuisce la determinazione di scrivere una tragedia, che dedicò alla vicenda di Agrippina maggiore, moglie di Germanico e nipote di Ottaviano Augusto. Ebbe, secondo Scipione Maffei, due fratelli, Girolamo e Agostino, a loro volta autori di opere poetiche. Non sappiamo con certezza se abbia anche ricoperto incarichi curiali, ma ciò sembrerebbe confermato dal fatto che, in data non precisabile, ottenne la possibilità di risiedere a San Pietro, del che egli stesso lascia testimonianza in due sonetti, dal secondo dei quali apprendiamo che I'ammissione avvenne nel trentacinquesimo anno di sacerdozio. Per un certo periodo il Tortoletti tornò periodicamente nella sua città natale, che però vide per l'ultima volta nel 1619 come egli stesso testimonia in un sonetto «Alla sua Patria l'anno 1619, che fu l'ultima volta, che la vide», dal quale tuttavia emerge anche un sentimento di forte risentimento da parte del poeta, che ha verso Verona parole molto dure: 
Probabilmente la sua carriera dovette ricevere un impulso sotto il papato di Urbano VIII, durante il quale si intensifica la pubblicazione delle opere, anche già composte in precedenza, come la Iuditha vindex, che spesso vengono dedicate proprio al papa Barberini o ad uno degli esponenti della sponda francese della sua politica, come Anna d'Asburgo o Giulio Mazzarino. Il legame con i Barberini è comprovato anche dalla canzone dedicata alla fabbrica della Basilica di Sant'Andrea della Valle, una delle realizzazioni architettoniche più significative dei Barberini. Certamente, come egli stesso scrive, fu per molti anni segretario del cardinale Carlo Emmanuele Pio di Savoia (che morì nel 1641), il quale raccoglieva nelle sue case un certo numero di letterati ed artisti, ma fu certamente in relazione con un altro ben noto cardinale e promotore culturale, Maurizio di Savoia, al quale dedica, nel 1624, la tragedia Il Gionata.
Tortoletti mandò a stampa, fin dagli anni giovanili, una notevole quantità di opere letterarie, dapprima concentrandosi sulla lirica, per poi cimentarsi in altri generi letterari, dalla tragedia al poema epico, sia in latino che in volgare, di nessuna delle quali esiste tuttavia edizione moderna, che trattano vari argomenti, ma più frequentemente soggetti sacri, dominati, soprattutto i tragici, da un cupo pessimismo. È lo stesso Tortoletti a ricordare, nel commento alla propria Iuditha, questo cammino letterario che lo portò ad andare oltre la lirica per dirigersi verso altre forme che potessero assicurargli gloria e immortalità. Nonostante la sua vasta opera e le importanti relazioni che fu capace di intessere nel corso degli anni, tuttavia, Tortoletti non dovette mai assurgere ai massimi gradi della fortuna pubblica e privata, se è vero quanto in tal senso gli scrive Alfonso Pandolfi, vescovo di Comacchio, nel 1633, il quale dichiara di dolersi che l'amico non goda di quella fortuna che si meriterebbe.
Tortoletti morì a Roma nel 1648.

## Corrispondenza
È evidente che i commerci letterari che Tortoletti poté intessere nel corso della sua vita sono da ascrivere tutti o quasi al lungo periodo di permanenza a Roma, a partire quindi probabilmente dalla fine del 500, e in questo senso bisognerà considerare anzitutto le relazioni intrattenute con Leone Allacci, testimoniate da alcune lettere e da un testo latino a lui dedicato. Di certo poi fu in rapporto con Luca Olstenio e con Gabriel Naudé, uno dei più importanti personaggi della vita culturale romana della prima metà del Seicento e membro anch'egli dell'Accademia degli Umoristi. Fu inoltre amico di Giovanni Battista Lalli, autore a sua volta di poemi epici, per uno dei quali, il Tito, overo Gerusalemme desolata, Tortoletti compose anche gli argomenti ed alla quale opera dedica anche un sonetto. Certamente inoltre fu in corrispondenza letteraria con alcuni dei lirici più significativi del Seicento, quali Girolamo Preti e Ciro di Pers.

## Opere principali
- Ossuniana Conjuratio qua D. Petrus Gyron Ossunæ Dux Regnum Neapolitanum (irrito tamen Eventu) sibi desponderat (Venezia 1623, in-4°)[10];
- Giuditta vittoriosa, poema eroico (Roma 1628, in-4°, con figure);
- Iuditha vindex et vindicata (ivi 1628). La Iuditha vindex è un poema epico in cinque canti ed in esametri latini sullo stesso soggetto della Giuditta vittoriosa. È seguito da un lungo commento erudito in prosa;
- Ad satyram Dii vestram fidem antisatyra tyberina; et actio apologetica adversus satyram Dii, etc. (Francoforte 1630, in-8°);
- Academia Pompejana seu defensio Magni Pompeii, in administratione belli civilis (Roma 1639, in-8°);
- Rime di Bartolomeo Tortoletti morali, eroiche, giovanili, Roma, Lodovico Grignani, 1645;
- Laurus gallica, ad eminentissimum principem Iulium Mazarinum S.R.E. cardinalem, Parigi, Sébastien Cramoisy, 1647.

## Edizioni moderne
- Bartolomeo Tortoletti, Agrippina la maggiore, collana Biblioteca barocca, Argo, 2017, ISBN 978-88-8234-217-3.